# يفيرسون كينتانا
يفيرسون كينتانا (بالإسبانية: Yeferson Quintana)‏ هو لاعب كرة قدم أوروغواياني في مركز الوسط، ولد في 19 أبريل 1996 في بيلا يونيون في الأوروغواي. لعب مع بنيارول.

## وصلات خارجية
- يفيرسون كينتانا على موقع الدوري الأمريكي (الإنجليزية)
- يفيرسون كينتانا على موقع قاعدة بيانات كرة القدم.إي يو (الإنجليزية)
- يفيرسون كينتانا على موقع Soccerway.com (الإنجليزية)